# Zypernbogen

Der Zypernbogen an der Nordküste Zyperns

Der Zypernbogen (englisch Cyprus Arc) ist ein im Osten des Mittelmeers gelegener Inselbogen, der durch die Subduktion der Afrikanischen Platte unter die Anatolische Platte entstanden ist. Er ist Teil der Plattengrenze, die die Bewegung der Afrikanischen Platte zur Anatolischen Platte relativ aufnimmt.
Benannt wurde der Zypernbogen nach der Insel Zypern, die am südlichen Rand des Bogens liegt.